# Helen Schifano
Helen Schifano (Newark, 13 aprile 1922 – Fanwood, 9 novembre 2007) è stata una ginnasta statunitense.

## Palmarès

### Olimpiadi
- 1 medaglia:
  - 1 bronzo (Londra 1948 a squadre)